# Matylda Getterová
Matylda Getterová CSFFM (25. února 1870 – 8. srpna 1968) byla polská řeholnice, sociální pracovnice a vychovatelka, matka představená varšavské provincie Kongregace františkánských sester rodiny Mariiny a spravedlivá mezi národy.
Založila přes dvacet výchovných a vzdělávacích ústavů. Během druhé světové války zachránila před holokaustem několik set židovských dětí, které pod falešnou identitou skryla v ústavech své kongregace.

## Život
Byla členkou a později představenou varšavské provincie Kongregace františkánských sester rodiny Mariiny (Congregatio Sororum Franciscalium Familiae Mariae, CSFFM), polské františkánské řeholní kongregace, věnující se především výchově dětí. Již před válkou se proslavila jako zakladatelka škol a výchovných zařízení, kterých celkem založila přes 20.
V době nacistické okupace Polska spolupracovala s Irenou Sendlerovou a podzemní odbojovou organizací Żegota. Židovským dětem, které odbojáři propašovali z varšavského ghetta, Matka Getterová opatřovala falešnou identitu a ukrývala je v zařízeních své kongregace. V době varšavského povstání františkánky pod jejím vedením také v prostorách svého kláštera provozovaly improvizovanou nemocnici.

## Vyznamenání
V roce 1925 byla za svou činnost ve vzdělávací a sociální oblasti vyznamenána rytířským křížem Řádu znovuzrozeného Polska.
V roce 1985 jí komise při Jad Vašem přiznala titul spravedlivá mezi národy.